# آش (بلاو)
آش (به آلمانی: Ach) یک رود در آلمان است که در بادن-وورتمبرگ واقع شده‌است.